# Sendražice
Sendražice település Csehországban, a Hradec Králové-i járásban. Sendražice Neděliště, Lochenice, Smiřice, Račice nad Trotinou, Hořiněves és Máslojedy településekkel határos. Lakosainak száma 434 fő (2024. január 1.).

## Népesség
A település lakosságának változását az alábbi diagram mutatja:
| Lakosok száma | 665  | 632  | 587  | 367  | 318  | 425  | 424  | 439  | 415  | 434  |
|               | 1869 | 1900 | 1921 | 1961 | 1980 | 2011 | 2016 | 2019 | 2021 | 2024 |